# Espacio pseudométrico
En matemáticas, y más específicamente en topología y análisis funcional, espacio pseudométrico es un concepto que generaliza el de espacio métrico, sustituyendo el concepto de distancia por el de pseudodistancia o pseudométrica, de tal forma que la pseudodistancia entre dos puntos distintos puede ser cero.
Una pseudodistancia o, más generalmente, una familia de pseudodistancias determina en un conjunto una estructura uniforme. El espacio topológico resultante se denomina espacio de calibración o espacio gauge.
Reciprocamente, toda estructura uniforme puede ser inducida por una familia de pseudodistancias. En particular, una sola pseudodistancia es suficiente para determinar la estructura si y solo si existe un sistema fundamental de entornos numerable.

## Definición y propiedades
Un espacio pseudométrico {\displaystyle (X,d)} es un par formado por un conjunto {\displaystyle X} y una función {\displaystyle d\colon X\times X\longrightarrow \mathbb {R} _{\geq 0}} (denominada semidistancia o pseudométrica), con valores reales no negativos, tal que para todo {\displaystyle x,y,z\in X},
1. {\displaystyle d(x,x)=0}.
2. {\displaystyle d(x,y)=d(y,x)} (simetría)
3. {\displaystyle d(x,z)\leq d(x,y)+d(y,z)} (desigualdad triangular)

De estas condiciones se deduce que la pseudodistancia no puede tomar valores negativos, ya que {\displaystyle d(x,y)={\tfrac {1}{2}}(d(x,y)+d(y,x))\geq {\tfrac {1}{2}}d(x,x)=0}.
Todo espacio métrico es un espacio pseudométrico. Sin embargo, en general, no se requiere que los puntos sean distinguibles; es decir, puede darse {\displaystyle d(x,y)=0} para diferentes valores {\displaystyle x\neq y}.
Utilizando pseudodistancias en lugar de distancias se pueden trasladar fácilmente a los espacios pseudométricos algunos conceptos definidos originalmente para espacios métricos, como el de acotación de conjuntos y funciones o el de continuidad uniforme.
La suma de una familia finita de pseudodistancias {\displaystyle d_{i};\;1\leq i\leq n} en un conjunto {\displaystyle X} es otra pseudodistancia {\displaystyle d(x,y)=d_{1}(x,y)+d_{2}(x,y)+\dotsb +d_{n}(x,y)}.
A partir de una familia numerable de pseudodistancias {\displaystyle d_{i};\;i\in \mathbb {N} } definidas en el mismo conjunto {\displaystyle X} puede definirse una distancia por medio de
{\displaystyle d(x,y)=\sum \limits _{i=0}^{\infty }2^{-i}{\frac {d_{i}(x,y)}{1+d_{i}(x,y)}}}

## Ejemplos
- Todo espacio métrico {\displaystyle (M,d)} es válido como ejemplo de espacios pseudométricos.

- La pseudodistancia nula {\displaystyle d(x,y)=0} definida en cualquier conjunto {\displaystyle X} determina la topología trivial.

- Sea {\displaystyle {\mathcal {F}}(X)} el espacio de funciones {\displaystyle f\colon X\to \mathbb {R} } definidas en un conjunto {\displaystyle X} con valores reales, en el que se ha elegido un punto {\displaystyle x_{0}\in X}. Este punto induce una pseudodistancia en {\displaystyle {\mathcal {F}}(X)} definida por

{\displaystyle d(f,g)=|f(x_{0})-g(x_{0})|}     para todo {\displaystyle f,g\in {\mathcal {F}}(X)}
- En un espacio vectorial {\displaystyle V}, una seminorma {\displaystyle p} induce una pseudodistancia definida por

{\displaystyle d(x,y)=p(x-y).}
- Todo espacio de medida {\displaystyle (\Omega ,{\mathcal {A}},\mu )} puede verse como un espacio pseudométrico completo definiendo

{\displaystyle d(A,B):=\mu (A\Delta B)}     para todo {\displaystyle A,B\in {\mathcal {A}}}.

## Topología
La topología pseudométrica es la topología inducida por las bolas abiertas
{\displaystyle B_{r}(p)=\{x\in X\mid d(p,x)<r\},}
que forman una base para la topología.
Se dice que un espacio topológico es pseudometrizable si puede dotarse de una pseudodistancia tal que la topología pseudométrica coincide con la dada.
La diferencia entre pseudodistancias y distancias es esencialmente topológica. Una pseudodistancia es una distancia si y solo si la topología que genera es de Kolmogorov (es decir, puntos diferentes son topológicamente distinguibles).

## Pseudodistancias y estructuras uniformes

### Definición de una estructura uniforme a partir de una pseudodistancia
Sea {\displaystyle X} un conjunto dotado de una pseudodistancia {\displaystyle d}. El conjunto {\displaystyle F} de imágenes inversas por d de intervalos de la forma [0,a), es un sistema fundamental de entourages para una estructura uniforme sobre {\displaystyle X}
{\displaystyle F:=\{d^{-1}([0,a))\mid a\in \mathbb {R} _{+}\}}, siendo
{\displaystyle d^{-1}([0,a))=\{(x,y)\in X\times X\mid d(x,y)<a\}}
Se dice que dicha estructura está definida o determinada por la pseudodistancia {\displaystyle d}.
Igualmente, una familia {\displaystyle (d_{i})_{i\in I}} de pseudodistancias en un conjunto {\displaystyle X}, determina una estructura uniforme que es el supremo de las estructuras definidas por cada una de ellas. Es decir, la intersección de todas las estructuras uniformes definidas en dicho conjunto {\displaystyle X} que contengan todas las estructuras individuales.

### Definición de una pseudodistancia a partir de una estructura uniforme
Sea {\displaystyle X} un espacio uniforme en el que se puede identificar un sistema fundamental de entourages {\displaystyle (N_{k})_{k\in \mathbb {N} }} numerable. Se puede demostrar la existencia de otro sistema fundamental de entourages simétricos {\displaystyle (S_{k})_{k\in \mathbb {N} }} cumpliendo {\displaystyle S_{0}\subseteq N_{0}} y {\displaystyle S_{k+1}^{3}\subseteq S_{k}\cap N_{k}}, donde {\displaystyle S^{3}=}S∘S∘S representa un encadenamiento de entourages.
Para construir una pseudodistancia, partimos de la función {\displaystyle g\colon X\times X\longrightarrow \mathbb {R} _{\geq 0}}, definida por
{\displaystyle g(x,y):={\begin{cases}1\;{\mbox{si}}\;(x,y)\not \in S_{0}\\\inf\{2^{-k-1}|(x,y)\in S_{k}\}\;{\rm {encasocontrario}}\end{cases}}}
Esta función es simétrica y se anula en la diagonal, pero no cumple necesariamente la desigualdad triangular. Para obtener el resultado deseado se utiliza el siguiente procedimiento.
Sea C el conjunto de todas las secuencias finitas de puntos de {\displaystyle X} que comienzan en {\displaystyle x} y terminan en {\displaystyle y}. Entonces podemos definir una pseudodistancia en {\displaystyle X} mediante
{\displaystyle d(x,y):=\inf \left\{\sum _{j=0}^{n-1}g(z_{j},z_{j+1})\mid (z_{j})_{j=0,\dotsc ,n}\in C\right\}}.
La estructura uniforme determinada por esta pseudodistancia es la estructura uniforme original.
Este resultado puede generalizarse. Dada cualquier estructura uniforme en un conjunto {\displaystyle X}, es posible identificar una familia de pseudométricas que, a su vez, determine la estructura uniforme de partida.

## Identificación métrica
Se denomina identificación métrica a la relación de equivalencia definida por {\displaystyle x\sim y} si {\displaystyle d(x,y)=0}.
Sean
{\displaystyle X^{*}=X/{\sim }}
{\displaystyle d^{*}([x],[y])=d(x,y)}
Entonces {\displaystyle d^{*}} es una métrica en {\displaystyle X^{*}} y {\displaystyle (X^{*},d^{*})} un espacio métrico bien definido.
La identificación métrica preserva las topologías inducidas. Es decir, un subconjunto {\displaystyle A\subset X} es abierto (o cerrado) en {\displaystyle (X,d)} si y solo si {\displaystyle \pi (A)=[A]} es abierto (o cerrado) en {\displaystyle (X^{*},d^{*})} y A es saturado, siendo {\displaystyle \pi \colon X\to X^{*}} la proyección canónica que hace corresponder a cada punto de {\displaystyle X} la clase de equivalencia que lo contiene.